# Ruta Estatal de Alabama 28
La Ruta Estatal de Alabama 28, y abreviada SR 28 (en inglés: Alabama State Route 28) es una carretera estatal estadounidense ubicada en el estado de Alabama, cruza los condados de Sumter, Marengo y Wilcox. La carretera inicia en el Oeste desde la AL 17     cerca de Emelle sigue en sentido Este hasta finalizar en la AL 21     cerca de Darlington, AL, tiene una longitud de 156 km (97 mi).

## Mantenimiento
Al igual que las autopistas interestatales, y las rutas federales y el resto de carreteras estatales, la Ruta Estatal de Alabama 28 es administrada y mantenida por el Departamento de Transporte de Alabama por sus siglas en inglés ALDOT.

## Cruces
La Ruta Estatal de Alabama 28 es atravesada principalmente por los siguientes cruces:
- I-20/I-59 en Livingston
- US 11 en Livingston
- US 80 en Bellamy
- AL 5     en Camden
- AL 10     en Camden
- US 48 en Linden